# Friday Party
Singles de AAA
Blood on Fire
(2005) Kirei na Sora
(2005)
Friday Party est le 2esingle du groupe AAA sorti sous le label Avex Trax le 5 octobre 2005 au Japon. Il atteint la 17e place du classement de l'Oricon et reste classé 10 semaines, pour un total de 17 331 exemplaires vendus.
Friday Party a été utilisé comme thème musical pour Sports Urugusu et comme thème de fermeture de l'émission Ongaku Senshi Music Fighter. Cette chanson est présente sur la compilation Attack All Around, sur les 2 albums remix, Remix Attack et AAA Remix ~non-stop all singles~, ainsi que sur l'album et le mini album du même nom Attack.

## Liste des titres
| 1. | Friday Party                | m.c.A.T | Akio Togashi | 3:59 |
| 2. | Friday Party (instrumental) | m.c.A.T | Akio Togashi | 4:00 |

| 1. | Friday Party |  |